# Biggs-Smithov graf
Biggs-Smithov graf je v teoriji grafov neusmerjeni regularni graf stopnje 3 s 102 točkama in 153 povezavami. Imenuje se po angleških matematikih Normanu Linsteadu Biggsu in Dereku Howardu Smithu.
Njegovo kromatično število je 3, kromatični indeks 3, premer 7, polmer 7 in notranji obseg 9. Biggs-Smithov graf je tudi 3-točkovno-povezan in 3-povezavno-povezan.
Znani so vsi kubični razdaljno-regularni grafi. Biggs-Smithov graf je dvanajsti od trinajstih takšnih grafov.

## Algebrske značilnosti
Grupa avtomorfizmov Biggs-Smithovega grafa je grupa reda 2448, izomorfna projektivni linearni grupi PSL(2,17). Biggs-Smithov graf je točkovno in povezavno-prehoden, ter zato simetričen. Ima avtomorfizme za vsak par točk in povezav. Po Fosterjevem popisu, kjer je označen kot F102A, je edini kubični simetrični graf na 102 točkah.
Biggs-Smithov graf je enolično določen s svojim spektrom, množico lastnih vrednosti svoje matrike sosednosti.
Karakteristični polinom Biggs-Smithovega grafa je:
{\displaystyle (x-3)(x-2)^{18}x^{17}(x^{2}-x-4)^{9}(x^{3}+3x^{2}-3)^{16}\!\,.}

## Upodobitve
- Kromatično število Biggs-Smithovega grafa je 3.
- Kromatični indeks Biggs-Smithovega grafa je 3.
- Alternativna upodobitev Biggs-Smithovega grafa.
- Dekompozicija Biggs-Smithovega grafa v 6 množic z velikostjo 17.